# 나카칸바라군

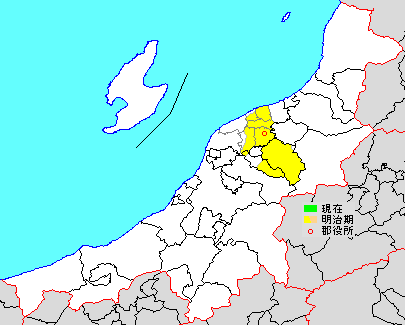
니가타현 나카칸바라군의 범위

나카칸바라군(中蒲原郡)은 일본 니가타현에 있던 군이다.

## 군역
1879년 행정 구역으로 발족 당시의 군역은 아래 구역에 해당한다.
- 고센시의 대부분
- 니가타시의 일부
  - 고난구
  - 아키하구
  - 히가시구의 대부분
  - 주오구의 일부
  - 미나미구의 일부
  - 기타구의 일부
- 가모시의 일부

## 역사
- 1879년 4월 9일 - 군구정촌 편제법이 니가타현에서 시행되면서, 니가타현 간바라군의 4정 350촌에 행정 구역으로서의 나카칸바라군이 발족.
- 1889년 4월 1일 - 정촌제 시행으로 아래의 정촌이 발족. 따로 표기한 경우 외는 현 니가타시.(7정 59촌)

- 니이다촌(新飯田村)
- 스다촌(須田村): 현 가모시, 니가타시
- 쇼제촌(庄瀬村)
- 히시가타촌(菱潟村)
- 우스이촌(臼井村)
- 다이고촌(大郷村)
- 와시마키촌(鷲巻村)
- 네기시촌(根岸村)
- 시로네정(白根町)
- 조라쿠지촌(浄楽寺村)
- 고요시촌(小吉村)
- 하야시촌(林村)
- 이바라소네촌(茨曽根村)
- 고스도정(小須戸町)
- 요코미즈촌(横水村)
- 신보촌(新保村)
- 야시로다촌(矢代田村)
- 고시카촌(小鹿村)
- 고우메촌(小梅村)
- 쓰시마촌(津島村)
- 니쓰정(新津町)
- 산고야촌(三興野村)
- 오기노촌(荻野村)
- 가와무스비촌(川結村)
- 만니치촌(満日村)
- 아가우라촌(阿賀浦村)
- 신세키촌(新関村): 현 니가타시, 고센시
- 고센정(五泉町): 현 고센시
- 오카와촌(太川村): 현 고센시
- 요시자와촌(吉沢村): 현 고센시
- 하시다촌(橋田村): 현 고센시
- 스가나촌(菅名村): 현 고센시
- 오칸바라촌(大蒲原村): 현 고센시
- 고카촌(五箇村): 현 고센시
- 나나타니촌(七谷村): 현 가모시
- 주젠촌(十全村): 현 고센시
- 무라마쓰정(村松町): 현 고센시
- 가와치촌(川内村): 현 고센시
- 가와히가시촌(川東村): 현 고센시
- 스모토촌(巣本村): 현 고센시
- 요코고시촌(横越村)
- 고스기촌(小杉村)
- 니혼기촌(二本木村)
- 기쓰촌(木津村)
- 소미촌(沢海村)
- 야마도리촌(山通村)
- 야마오카촌(山岡村)
- 오부치촌(大淵村)
- 에구치촌(江口村)
- 이시야마촌(石山村)
- 기도촌(木戸村)
- 야마가타촌(山潟村)
- 눗타리정(沼垂町)
- 마쓰시마촌(松島村)
- 니혼오카촌(日本岡村)
- 도야노오촌(鳥屋王村)
- 메이케촌(女池村)
- 소노키촌(曽野木村)
- 사카야촌(酒屋村)
- 와리노촌(割野村)
- 가세촌(嘉瀬村)
- 와마이촌(和舞村)
- 하야도리촌(早通村)
- 지노시로촌(茅ノ城村)
- 가메다정(亀田町)
- 후쿠로즈촌(袋津村)

- 1890년
  - 3월 14일 - 지노시로촌이 개칭하여 지시로지마촌(茅城島村)이 됨.
  - 12월 17일 - 도야노오촌이 개칭하여 도야노촌(鳥屋野村)이 됨.
- 1893년 9월 8일 - 쓰시마촌의 일부가 분리되어 나카지마촌(中島村)이 발족.(7정 60촌)
- 1898년
  - 2월 4일(7정 61촌)
    - 마쓰시마촌의 일부가 분리되어 신마쓰시마촌(新松島村), 일부가 분리되어 산카촌(三箇村)이 발족.
    - 마쓰시마촌의 잔여부가 눗타리정에 편입.

  - 12월 9일 - 하시다촌의 일부가 고센정에 편입.
- 1901년 11월 1일 - 아래의 정촌 통합이 이루어졌다. 모두 신설합병.(7정 34촌)

- 오가타촌(大形村) ← 신마쓰시마촌, 산카촌, 니혼오카촌
- 이시야마촌 ← 이시야마촌, 기도촌, 야마가타촌(일부)
- 소노키촌 ← 소노키촌, 야마가타촌(일부)
- 도야노촌 ← 도야노촌, 메이케촌
- 오에야마촌(大江山村) ← 야마도리촌, 야마오카촌, 오부치촌, 에구치촌
- 료카와촌(両川村) ← 와리노촌, 가세촌, 사카야촌, 와마이촌
- 니쓰정 ← 니쓰정, 산고야촌
- 오기카와촌(荻川村) ← 가와무스비촌, 오기노촌
- 가나즈촌(金津村) ← 나카지마촌, 쓰시마촌
- 고아이촌(小合村) ← 고시카촌, 고우메촌
- 고센정 ← 고센정, 오카와촌, 요시자와촌
- 고스도정 ← 고스도정, 요코미즈촌, 신보촌, 야시로다촌
- 오칸바라촌 ← 오칸바라촌, 고카촌
- 요코고시촌 ← 요코고시촌, 소미촌, 고스기촌, 기쓰촌, 니혼기촌
- 가메다정 ← 가메다정, 후쿠로즈촌, 지시로지마촌(일부)
- 하야도리촌 ← 하야도리촌, 지시로지마촌(잔여부)

- 1902년 4월 1일(7정 31촌)
  - 시로네정·조라쿠지촌이 합병하여, 새로이 시로네정이 발족.
  - 쇼제촌·히시가타촌 및 고요시촌의 일부가 합병하여, 새로이 쇼제촌이 발족.
  - 하야시촌 및 고요시촌의 잔여부가 합병하여, 고바야시촌(小林村)이 발족.
- 1914년 4월 1일 - 눗타리정이 니가타시에 편입.(6정 31촌)
- 1919년 - 이시야마촌의 일부가 니가타시에 편입.
- 1925년
  - 7월 1일 - 가메다정·하야도리촌이 합병하여, 새로이 가메다정이 발족.(6정 30촌)
  - 11월 1일 - 아가우라촌·만니치촌이 니쓰정에 편입.(6정 28촌)
- 1939년 11월 1일 - 오기카와촌이 니쓰정에 편입.(6정 27촌)
- 1943년
  - 6월 1일 - 오가타촌이 니가타시에 편입.(6정 26촌)
  - 12월 8일 - 이시야마촌·도야노촌이 니가타시에 편입.(6정 24촌)
- 1951년 1월 1일 - 니쓰정이 시제 시행으로 니쓰시(新津市)가 되어, 군에서 이탈.(5정 24촌)
- 1954년 11월 3일(4정 20촌)
  - 나나타니촌이 가모시에 편입.
  - 고센정·스모토촌·가와히가시촌·하시다촌이 합병하여, 고센시(五泉市)가 발족, 군에서 이탈.
- 1955년)
  - 3월 31일(4정 8촌)
    - 무라마쓰정·오칸바라촌·가와치촌·주젠촌, 스가나촌의 일부가 합병하여, 새로이 무라마쓰정이 발족.
    - 스가나촌의 잔여부가 고센시에 편입.
    - 시로네정·니이다촌·쇼제촌·우스이촌·다이고촌·와시마키촌·네기시촌·고바야시촌·이바라소네촌이 합병하여, 새로이 시로네정이 발족.

  - 4월 1일 - 가나즈촌·고아이촌이 니쓰시에 편입.(4정 6촌)
  - 11월 1일 - 스다촌이 가모시에 편입.(4정 5촌)
- 1956년 4월 1일 - 가모시의 일부가 시로네정에 편입.
- 1957년
  - 3월 18일 - 신세키촌의 일부가 니쓰시, 잔여부가 고센시에 분할편입.(4정 4촌)
  - 5월 3일 - 오에야마촌·소노키촌·료카와촌이 니가타시에 편입.(4정 1촌)
- 1959년 6월 1일 - 시로네정이 시제 시행으로 시로네시(白根市)(현 니가타시)가 되어, 군에서 이탈.(3정 1촌)
- 1996년 11월 1일 - 요코고시촌이 정제 시행으로 요코고시정(横越町)이 됨.(4정)
- 2005년 3월 21일 - 가메다정·고스도정·요코고시정이 니가타시에 편입.(1정)
- 2006년 1월 1일 - 무라마쓰정이 고센시와 합병하여, 새로이 고센시가 발족. 이날 나카칸바라군은 소멸됨.

## 참고 문헌
- 《가도카와 일본 지명 대사전》 편집위원회, 편집. (1989년 9월 1일). 《가도카와 일본 지명 대사전》. 15 니가타현. 가도카와 쇼텐. ISBN 4040011503.

## 같이 보기
- 간바라군
- 히가시칸바라군
- 니시칸바라군
- 미나미칸바라군
- 기타칸바라군